# René Péron
Pour les articles homonymes, voir Péron.
René Péron, né le 11 mars 1904 dans le 19e arrondissement de Paris et mort le 29 avril 1972 au Landin, est un affichiste et illustrateur français.

## Biographie
René Péron dessine plus de 2 000 affiches de cinéma entre 1930 et 1960, dont des affiches pour des films de premier plan comme La Belle Marinière (1932), King Kong (1933), Le Briseur de chaînes (1941), L'Éternel Retour (1943), Jour de fête (1947), Dédée d'Anvers (1948), Un grand patron (1951), French Cancan (1954), Et dieu créa la femme (1956) ou Spartacus (1960).
En septembre 1941, il conçoit une affiche de propagande antisémite pour la Ligue française à l'occasion de l'exposition « Le Juif et la France », affiche inspirée par la couverture d'un numéro de L'Assiette au beurre publié le 5 septembre 1903 et signée Camara.
Dans les années 1950, il signe la couverture de nombreux romans (notamment policiers) ainsi que des illustrations pour des éditions club (L'Aiglon d'Edmond Rostand).
Après 1960, il se consacre à l'illustration de livres pour enfants (collection « Contes et légendes » chez Nathan) et de livres scolaires.

## Affiches de cinéma

### Années 1920
- 1924 : L'Enfant des halles, de René Leprince
- 1925 :
  - Le Nègre blanc, de Serge Nadejdine
  - Un type louche, de David Kirkland
- 1926 : Les Surprises de la TSF, d'Ernst Lubitsch
- 1927 :
  - Le Capitaine Rascasse, d'Henri Desfontaines
  - La Chèvre aux pieds d'or, de Jacques Robert
- 1928 :
  - La Passion de Jeanne d'Arc, de Carl Theodor Dreyer
  - La Petite Marchande d'allumettes, de Jean Renoir
  - Le taxi de minuit, de John G. Adolfi
- 1929 :
  - La Vie merveilleuse de Jeanne d'Arc, de Marco de Gastyne
  - Loulou, de Georg Wilhelm Pabst

### Années 1930
- 1930 :
  - La nuit est à nous, d'Henry Roussell
  - L'Ange bleu, de Josef von Sternberg
- 1931 :
  - David Golder, de Julien Duvivier
  - Docteur Jekyll et Mister Hyde, de Rouben Mamoulian
  - Ma tante d'Honfleur, d'André Gillois
- 1932 :
  - Amour... amour..., de Robert Bibal
  - Arsène Lupin, de Jack Conway
  - La Belle Marinière, de Harry Lachman
  - L'Enfant du miracle, d'Henri Diamant-Berger
  - Le Signe de la croix, de Cecil B. DeMille
  - Le Truc du Brésilien, d'Alberto Cavalcanti
  - Quatre de l'aviation, de George Archainbaud
- 1933 :
  - Adieu les beaux jours, d'André Beucler
  - King Kong, de Merian C. Cooper et Ernest B. Schoedsack
  - Le Serpent mamba, de A. Edward Sutherland
  - Princesse, à vos ordres, de Hanns Schwarz
- 1934
  - Le Chaland qui passe, de Jean Vigo
  - Plaisirs de Paris, de Ralph Baum
  - Sérénade à trois, d'Ernst Lubitsch
- 1935 :
  - Les Cent Jours, de Giovacchino Forzano
  - Golgotha, de Julien Duvivier
  - Napoléon Bonaparte, d'Abel Gance
  - Pension Mimosas, de Jacques Feyder
- 1936 :
  - L'Appel du silence, de Léon Poirier
  - Michel Strogoff, de Jacques de Baroncelli
  - Port-Arthur, de Nicolas Farkas
  - La Souris bleue, de Pierre-Jean Ducis
  - Un grand amour de Beethoven, d'Abel Gance
- 1937 :
  - Désiré, de Sacha Guitry
  - Nuits de princes, de Vladimir Strijevsky
  - La Peau d'un autre, de René Pujol
  - Scipion l'Africain, de Carmine Gallone
- 1938 : 
  - Café de Paris, de Yves Mirande et Georges Lacombe
  - Le Croiseur Sébastopol, de Karl Anton
  - La Marseillaise, de Jean Renoir
  - Le Patriote, de Maurice Tourneur
  - Quatre heures du matin, de Fernand Rivers
  - Le Tigre du Bengale, de Richard Eichberg
- 1939 :
  - La Chaleur du sein, de Jean Boyer
  - La Cité des lumières, de Jean de Limur
  - Des souris et des hommes, de Lewis Milestone
  - La Fin du jour, de Julien Duvivier

### Années 1940
- 1940 :
  - Mademoiselle ma mère, de Henri Decoin
  - Tempête sur Paris, de Dominique Bernard-Deschamps
- 1941 :
  - Le Briseur de chaînes, de Jacques Daniel-Norman
  - Fromont jeune et Risler aîné, de Léon Mathot
  - Romance de Paris, de Jean Boyer
  - Soupçons, d’Alfred Hitchcock
  - Volpone, de Maurice Tourneur
- 1943 : 
  - L'Éternel Retour, de Jean Delannoy
  - L'Homme de Londres, de Henri Decoin
- 1945 :
  - Le Briseur de chaînes, de Jacques Daniel-Norman
  - L'Enfer du jeu, de Jean Delannoy
  - Étranges Vacances, de William Dieterle
  - La Dame de Malacca, de Marc Allégret
  - Le Père Serge, de Lucien Ganier-Raymond
- 1946 :
  - Le Chant de l'exilé, d'André Hugon
  - La Part de l'ombre, de Jean Delannoy
- 1947 : Les Maudits, de René Clément
- 1948 :
  - Dédée d'Anvers, d’Yves Allégret
  - Le Dolmen tragique, de Léon Mathot
  - Le Trésor de la Sierra Madre, de John Huston
- 1949 :
  - Les Ailes brûlées, de David MacDonald
  - Fantômas contre Fantômas, de Robert Vernay
  - Les Géants du ciel, de Raoul Walsh
  - L'Homme aux mains d'argile, de Léon Mathot
  - Jour de Fête, de Jacques Tati
  - Le Procès Paradine, d'Alfred Hitchcock

### Années 1950
- 1950 :
  - Les Chevaliers du Texas, de Ray Enright
  - La Danseuse de Marrakech, de Léon Mathot
  - Demain nous divorçons, de Louis Cuny
  - Les Fous du roi, de Robert Rossen
  - Ma Pomme, de Marc-Gilbert Sauvajon
  - Manèges, de Yves Allégret
  - La nuit s'achève, de Pierre Méré
  - Pilote du diable, de Stuart Heisler
  - Le Portrait de Jennie, de William Dieterle
  - Les Premières Armes, de René Wheeler
  - Quai de Grenelle, d'Emil-Edwin Reinert
  - Singoalla, de Christian-Jaque
  - Le Traqué, de Frank Tuttle
- 1951 :
  - Cet âge est sans pitié, de Marcel Blistène
  - La Femme à abattre, de Bretaigne Windust et Raoul Walsh
  - La Flamme qui s'éteint, de Rudolph Maté
  - La malquerida, d'Emilio Fernández
  - La nuit est mon royaume, de Georges Lacombe
  - La nuit s'achève, de Pierre Méré
  - Sous le ciel de Paris, de Julien Duvivier
  - Tapage nocturne, de Marc-Gilbert Sauvajon
  - Un grand patron, d’Yves Ciampi
  - Un sourire dans la tempête, de René Chanas
- 1952 :
  - Le Petit Monde de don Camillo, de Julien Duvivier
  - Le Plaisir, de Max Ophüls
  - Maître après Dieu, de Louis Daquin
  - Minuit quai de Bercy, de Christian Stengel
  - Quatre dans une jeep, de Leopold Lindtberg
  - Rayés des vivants, de Maurice Cloche
- 1953 :
  - L'Appel du destin, de Georges Lacombe
  - L'Envers du paradis, d'Edmond T. Gréville
  - L'Inexorable Enquête, de Phil Karlson
  - Julietta, de Marc Allégret
  - La Loi du silence, d'Alfred Hitchcock
  - La Maison du silence, de Georg Wilhelm Pabst
  - Le Marchand de Venise, de Pierre Billon
  - Nous sommes tous des assassins, d'André Cayatte
  - O'Cangaceiro, de Lima Barreto
  - Les Orgueilleux, d’Yves Allégret
  - La Première Sirène, de Mervyn LeRoy
  - Tokyo Joe, de Stuart Heisler
  - Les Vacances de monsieur Hulot, de Jacques Tati
- 1954 :
  - La Belle Espionne, de Raoul Walsh
  - Les Bérets rouges, de Terence Young
  - Le crime était presque parfait, d'Alfred Hitchcock
  - L'Enfer au-dessous de zéro, de Mark Robson
  - Ma petite folie, de Maurice Labro
  - Meurtres ?, de Richard Pottier
  - Monsieur Ripois, de René Clément (modèle A/modèle B)
  - Mourez, nous ferons le reste, de Christian Stengel
  - Tabor, de Georges Péclet
- 1955 :
  - Ali Baba et les Quarante Voleurs, de Jacques Becker
  - Le Calice d'argent, de Victor Saville (modèle A / modèle B)
  - Le Dossier noir, d'André Cayatte
  - Les Évadés, de Jean-Paul Le Chanois
  - French Cancan, de Jean Renoir
  - Les Grandes Manœuvres, de René Clair
  - Nana, de Christian-Jaque
  - Papa, Maman, la Bonne et moi (film), de Jean-Paul Le Chanois
  - La Première Sirène, de Mervyn LeRoy
  - Une balle suffit, de Jean Sacha et Juan Lladó
- 1956 :
  - Elena et les Hommes, de Jean Renoir
  - L'Enfer des hommes, de Jesse Hibbs
  - Et Dieu… créa la femme, de Roger Vadim
  - La Fin d'Hitler, de Georg Wilhelm Pabst
  - Je suis un mouchard, de René Chanas
  - La Mort en ce jardin, de Luis Buñuel
  - Notre-Dame de Paris, de Jean Delannoy
  - Papa, maman, ma femme et moi, de Jean-Paul Le Chanois
  - Le Secret de sœur Angèle, de Léo Joannon
- 1957 :
  - Le Cas du docteur Laurent, de Jean-Paul Le Chanois
  - Porte des Lilas, de René Clair (modèle A / modèle B)
- 1958 : Christine, de Pierre Gaspard-Huit
- 1959 :
  - Ce corps tant désiré, de Luis Saslavsky
  - Le Secret du chevalier d'Éon, de Jacqueline Audry
  - Les Tripes au soleil, de Claude Bernard-Aubert

### Années 1960
- 1960 : Spartacus, de Stanley Kubrick
- 1961 : La Princesse de Clèves, de Jean Delannoy

## Quelques ouvrages jeunesse
- 1961 : Jacques Levron, Contes et légendes d'Auvergne, Fernand Nathan, coll. «  Contes et légendes de tous les pays », série : « Provinces de France », rééditions : 1963, 1974, 1976
- 1961 : Contes et légendes des croisades, Maguelonne Toussaint-Samat, Fernand Nathan, coll. «  Contes et légendes de tous les pays », série : « Histoire »
- 1961 : Léonce Bourliaguet, Le Marchand de nuages, éditions G. P., coll. « Spirale »
- 1962 : Léonce Bourliaguet, On tourne au village, éditions G. P., coll. « Spirale » no 361
- 1962 : Émile Genest, Contes et légendes mythologiques, préface : Georges Payelle, Fernand Nathan, coll. «  Contes et légendes de tous les pays », série : « Antiquité », rééditions : 1963, 1964, 1965, 1967, 1969, 1975, 1980, 1984
- 1962 : Laura Orvieto, Contes et légendes de la naissance de Rome, Fernand Nathan, coll. «  Contes et légendes de tous les pays », série : « Antiquité »,  rééditions : 1963, 1965, 1967, 1968, 1969, 1971, 1974, 1975, 1978, 1981
- 1962 : G.(Gisèle) Chandon, Contes et récits tirés de l'Iliade et de l'Odyssée, Fernand Nathan, coll. «  Contes et légendes de tous les pays », série : « Antiquité », rééditions : 1963,  1964, 1968, 1970, 1975, 1978, 1979, 1981, 1984
- 1962 : G.(Georges) Chandon, Contes et récits tirés de l'Énéide, Fernand Nathan, coll. «  Contes et légendes de tous les pays », série : « Antiquité », rééditions : 1963, 1980
- 1962 : Pierre Grimal, Contes et légendes de Babylone et de Perse, Fernand Nathan, coll. «  Contes et légendes de tous les pays », série : « Antiquité », réédition : 1982
- 1963 : Suzanne Clot,  Récits tirés du théatre de Shakespeare, Fernand Nathan, coll. «  Contes et légendes de tous les pays », série : « Littérature », réédition : 1965
- 1963 : Jules Dorsay, Contes et légendes de Bretagne, Fernand Nathan, coll. «  Contes et légendes de tous les pays », série : « Provinces de France », rééditions : 1965, 1966, 1967, 1972, 1973, 1974, 1982
- 1963 : A.(Artur) Weil, Contes et légendes d'Israël, Fernand Nathan, coll. «  Contes et légendes de tous les pays », série : « Le Monde », réédition : 1968
- 1964 : Léonce Bourliaguet, Les Canons de Valmy, Société nouvelle des éditions G. P.
- 1964 : S. Hassam A. Rassool, Contes et Légendes du Pakistan, Fernand Nathan, coll. «  Contes et légendes de tous les pays », série : « Le Monde »

## Prix et distinctions
- Prix Européen de littérature enfantine de la ville de Caorle 1966 pour Les Canons de Valmy, texte de Léonce Bourliaguet, illustrations de René Péron
- (international) « Honor List » 1966[7], de l' IBBY, pour Les Canons de Valmy, texte de Léonce Bourliaguet, illustrations de René Péron